# ستاد توسعه و بازسازی عتبات عالیات
ستاد توسعه و بازسازی عتبات عالیات در سال ۱۳۸۲ به فرمان سید علی خامنه‌ای، رهبر جمهوری اسلامی ایران، تشکیل شد. نوع فعالیت ستاد، غیردولتی، داوطلبانه و غیرانتفاعی است و حوزه فعالیت آن بین المللی است و مدت فعالیت، از تاریخ تأسیس نامحدود است، عتبات عالیات، بودجه سال ۱۴۰۱ این ستاد ۱۳۰۰ میلیارد تومان است.
این ستاد تحت عنوان تشکلی مردم‌نهاد در وزارت کشور ایران ثبت شده‌است و قاسم سلیمانی از همان آغاز با حکم سید علی خامنه‌ای مسئول مستقیم تشکیل ستاد و نظارت بر آن بود. تا مرداد ۱۳۹۸ حسن پلارک ریاست این ستاد را بر عهده داشت که محمد جلال‌مآب جانشین او شد.
ستاد بازسازی عتبات عالیات در بسیاری شهرهای عراق مانند نجف، کربلا، کاظمین، کوفه، سامرا، مسیب و بلد فعالیت دارد و از سال ۱۳۹۳، فعالیت‌های خود را در سوریه هم شروع کرده‌است. تا سال ۱۳۹۹، نزدیک به سه هزار نفر تحت عنوان نیروهای جهادی این ستاد در دو کشور عراق و سوریه فعالیت می‌کردند.
یکی از پروژه‌های مهم این ستاد در عراق، پروژه مشهور به صحن حضرت زهرا در کنار حرم علی بن ابی‌طالب در عراق است که از آن به عنوان دومین بنای مسقف جهان اسلام نام برده شده و بودجه اولیه آن در سال ۱۳۹۰، هفتصد میلیارد تومان معادل ۵۸۰ میلیون دلار برآورد شده بود.